# Sanlúcar la Mayor (stacja kolejowa)
Sanlúcar la Mayor (hiszp. Estación de Sanlúcar la Mayor) – stacja kolejowa w Sanlúcar la Mayor, w prowincji Sewilla, we wspólnocie autonomicznej Andaluzja, w Hiszpanii. Znajduje się na linii C-5 Cercanías Sevilla.
Stacja ta pochodzi z końca XIX wieku i obecnie została odrestaurowana, ma unikatowy styl (Sewilla-Huelva), wzdłuż której kursują pociągi Cercanias Sevilla (linia C-5) i Media Distancia Renfe (ale bez zatrzymywania się na stacji). Przejazd pociągów w godzinach szczytu wynosi około 40 minut. Stacja została ponownie otwarta 27 marca 2011. Sanlúcar la Mayor należy do 4 strefy rdzenia Cercanías Sevilla.
| Kierunek/Następny | <         | Linia | >                               | Następny/Kierunek   | Następny/Kierunek |
| ----------------- | --------- | ----- | ------------------------------- | ------------------- | ----------------- |
| Benacazón         | Benacazón |       | Villanueva del Ariscal-Olivares | Sevilla Santa Justa | Virgen del Rocío  |